# Benjamín Arellano Félix
Benjamín Arellano Félix (12 de março de 1952) é um traficante mexicano que, juntamente com seus irmãos, criou e liderou o Cartel de Tijuana ou "Organização Arellano-Félix" até seu aprisionamento em Março de 2002.

## Biografia
Benjamín Arellano Félix, que trabalhou em estreita colaboração com seus irmãos, era um dos traficantes mais poderosos do México, além de ser fornecedor de um terço da cocaína dos EUA. Benjamín tinha seis irmãos:
- Francisco Rafael Arellano Félix (nascido em 24 de outubro de 1949) - morto a tiros por homens armados disfarçados de palhaços em uma festa infantil, em 18 de outubro de 2013[3].
- Carlos Arellano Félix (Acredita-se ter nascido em 20 de agosto de 1955). Atualmente, não é procurado pela polícia.
- Eduardo Arellano Félix (Nascido em 11 de outubro de 1956) - Capturado em 2008.
- Ramón Arellano Félix (Nascido em 31 de agosto de 1964) - Falecido. Foi baleado pela polícia em 2002.
- Luis Fernando Arellano Félix (Acredita-se ter nascido em 26 de janeiro de 1966). Atualmente, não é procurado pela polícia.
- Francisco Javier Arellano Félix (Nascido em 11 de dezembro de 1969) - Capturado em 2006.

Ele possui também quatro irmãs. Duas delas, Alicia e Enedina, são as mais envolvidas nos negócios do Cartel.
O primeiro aprisionamento de Benjamín ocorreu em 18 de junho de 1982 em Downey, Califórnia, por ter recebido 100 quilos de cocaína contrabandeada pela fronteira de San Ysidro. No entanto, escapou da detenção.
Em 1989, os irmãos Arellano Félix herdaram a organização de seu tio, Miguel Ángel Félix Gallardo, após se mostrarem promissores com o contrabando de eletrônicos de consumo através da fronteira entre os EUA e o México. Em 1998, os irmãos Arellano haviam sido indiciados nos EUA por tráfico de drogas, e Ramón havia sido colocado na lista dos 10 criminosos mais procurados pelo FBI.
Apesar da audácia dos irmãos, eles permaneceram intocáveis por 13 anos. Tal foi realizado, em parte, através de grandes subornos pagos a políticos mexicanos e comandantes da polícia, no custo de um valor estimado de 1 milhão de dólares por semana.
Benjamín Arellano tentou limpar seu nome em 1993 após o assassinato do cardeal Juan Jesús Posadas Ocampo, ao qual Benjamín fora ligado. Esse assassinato de alto nível trouxe atenção internacional para sua organização e, embora isso tenha forçado Benjamín a mentir e a adotar diversos nomes falsos, ele continuou a viver sua vida com confiança, aparentemente sem medo de ser capturado. Teve uma reunião secreta com a Nunciatura Apostólica no México, Girolamo Prigione, em 1993. Outro irmão de Benjamín, foi posteriormente preso sob acusações de tráfico de droga, e Benjamín, Ramón e Javier se tornaram fugitivos.

## Indiciação através da Lei Kingpin
Em 1 de junho de 2000, o Departamento do Tesouro dos Estados Unidos indiciou Benjamín sob a Lei Kingpin (Lei para Designação de Chefes do Narcotráfico Estrangeiro) por seu envolvimento no tráfico de drogas, juntamente com outros onze criminosos internacionais. A lei proibiu os cidadãos e as empresas dos EUA de fazer qualquer tipo de atividade comercial com ele, além de congelarem todos os seus ativos nos EUA.

## Aprisionamento
Após investigações, a DEA dos Estados Unidos descobriu que a filha mais velha de Benjamín possuía uma rara e reconhecível deformidade facial, e deduziu que este seria o seu "ponto fraco". Ao rastreá-la, encontraram seu pai. Benjamín foi aprisionado em 9 de março de 2002 pelo Exército Mexicano no estado de Puebla, no México. Havia uma recompensa de dois milhões de dólares por sua prisão.
As autoridades não têm certeza sobre o paradeiro da fortuna de Benjamin, à exceção de alguns investimentos imobiliários em Tijuana. Oficiais mexicanos dizem que o dinheiro foi investido em bens imobiliários dos EUA, enquanto seus colegas dos EUA dizem que grande parte está escondida, em espécie, no México.
Benjamin foi extraditado para os Estados Unidos em 29 de abril de 2011 para responder às acusações de tráfico de cocaína para a Califórnia. Em 4 de janeiro de 2012, ele se declarou culpado de extorsão e lavagem de dinheiro e, no dia 2 de abril de 2012, foi condenado a 25 anos de prisão.
Alguns de seus objetos confiscados durante seus aprisionamentos estão em exibição no Museo del Enervante, na Cidade do México.
À data de Janeiro de 2023, Benjamín está encarcerado em USP Lee com o número de registo no Federal Bureau of Prisons de 00678-748. A sua liberação está agendada para 28 de abril de 2032.

## Na cultura popular
Na série de 2017 “El Chapo”, co-produzida pela Netflix, em parceria com a Univision, Carlos Hernán Romo interpreta Benjamín Avendaño (um retrato fictício de Benjamín Arellano Felix).
Na série "Narcos: México", disponível na Netflix, o autor Alfonso Dosal interpreta Benjamín Arellano Félix.
Um filme mexicano de 2003, El fin de los Arellano, incluía personagens supostamente baseadas nos irmãos Arellano. Contudo, o seu enredo não apresentava praticamente nenhuma semelhança com os eventos reais.
Os irmãos Arellano foram alegadamente uma inspiração para os dois personagens secundários "os irmãos Obregón", do filme americano lançado no ano 2000 "Traffic".